# Christoffer Sundgren
Christoffer Sundgren, född 31 juli 1989 i Sveg, är en svensk curlingspelare som representerar det svenska landslaget.

## Biografi
Christoffer Sundgren har spelat i lag Edin sedan 2014. Han har medverkat i 10 europamästerskap och totalt vunnit fem guld och tre silver. Han har även medverkat i 10 världsmästerskap och vunnit sex guld och två silver. Vid olympiska vinterspelen 2018 tog han silver i lagtävlingen och vid olympiska vinterspelen 2022 tog han guld i lagtävlingen.